# 小行星9018
小行星9018是一颗围绕太阳公转的小行星。1987年5月5日，艾倫·C·吉爾摩、潘蜜拉·M·基爾馬汀在蒂卡普湖发现了此天体。
这颗小行星的绝对星等为13.50347等。